# 昼与夜
《昼与夜》（英語：Night and Day），是贝特·米德勒于1991年1月15日发行的一首歌曲，收录于她的第七张专辑《Some People’s Lives》。歌曲由洛珊·西门和比利·休斯创作，由阿利夫·马丁、比利·休斯和乔·马丁编曲、以及阿利夫·马丁制作和马克·夏曼担任副制作人。
该单曲也收录于贝特·米德勒的专辑《A Gift for Love》里于2015年发表。《洛杉矶时报》记者Reed James曾在他2016年12月1日发表的文章《在贝特·米德勒的生日，10首提醒我们为什么爱上她的歌曲》将这首歌列为十首经典歌曲之一。该单曲还被收录在澳大利亚发行的贝特·米德勒合集《3 for One》中。
该单曲曾被多名歌手翻唱过。日本组合Wink曾用日语翻唱并作为单曲在日本发行。蔡立儿曾在1992年用粤语翻唱并收录于《六月的爱人》和《Once Upon a Time》两张专辑中。

## 榜单表现
《昼与夜》发表后在公告牌当代成人单曲榜排行榜榜上15周。在登上当代热门电台排行榜之后并在主流媒体电台发行。
在该单曲在登上告示牌百大热门之后，随着海湾战争爆发，专辑《Some People’s Lives》中的第一首收录曲《From a Distance》重新回归大众视野，从而使得《昼与夜》获得许多关注。该单曲在此之后连续7周登上Hot 100排行榜，最高排名62。

## 争议
波士顿同性恋社区新闻的记者澄清说：“《昼与夜》不是科尔·波特的歌曲”，并称其《昼与夜》为“洛珊·西门和比利·休斯对古老的真理‘异性相吸’的致敬。” 公告牌的一位评论家称赞这首歌与该专辑第一首单曲相比为是“一首同样吸引人的流行民谣。”米德勒令人回味的表演与歌曲令人难以忘怀的键盘旋律编排结合得相得益彰。
《The Network Forty》的记者写道：“在歌曲《昼与夜》中，贝特·米德勒重回她的爵士演唱风格，她在恩雅式的背景下用一种交谈的形式演唱。再听一遍，副歌就会重新焕发活力，这使得这首歌同时成为了情绪音乐和主流四十强单曲榜名曲。”

## 音乐影片
爱尔兰音乐视频和商业总监梅尔特·阿维斯导演了这首歌曲的音乐影片。

## 制作团队
制作人，编曲人 - 阿里夫·马丁
联合制作人 -  马克·夏曼
编曲人 - 乔·马丁
作曲人，编曲人 - 比利·休斯
作曲人 - 洛珊·西门
录音师，混音师 - 杰克·约瑟夫·普格
录音室 - 电子淑女录音室
母带制作室 - 母带实验室

## 榜单表现
| 排行榜                 | 最好成绩 |
| ---------------------- | -------- |
| 澳大利亚唱片业协会榜   | 84       |
| 美国公告牌最热音乐100  | 62       |
| 美国成人当代（公告牌） | 15       |

## 电视表演
- VH1的音乐背后 - 贝特·米德勒
- 另一个世界[19]
- 圣巴巴拉[20]

## 其他版本
- 比利·休斯在他的《Welcome to the Edge》专辑中收录了一个版本的《昼与夜》，该专辑在当时的日本排名为第一。[1]
- 日本热播二人组Wink发布了日文版《昼与夜》，名为《Yoru No Tsuki Hiru No Tsuki》选自专辑《Queen of Love》。[21][22][23]
- 茉莉发布了国语版的《昼与夜》，命其名为《夜与日》。[24]
- 蔡立儿推出粤语版《昼与夜》，命其名为《夜与日》并收录于专辑《六月的爱人》。[7]

## 重新提交
想重新命名草稿页但不知如何操作 谢谢您的建议
由于贝特·米德勒自身的中文拼法不同于此草稿的命名，所以想把这篇维基百科命名的其中一个字从“蒂”改成“特”。这是贝特·米德勒的维基百科页面参考：贝特·米德勒
Hehua 您好，想请问您这个草稿具体是哪里翻译品质不佳呢？我是一名加拿大华人，英文和中文都是我的母语；这个条目是我亲自翻译的，并非机器翻译，我也请我的华人朋友通读阅览过。我已根据7月14日Reke的点评进行了修改：删除了多余的空格、更改了贝蒂·米德勒的中文名、翻译专有名词等。希望您能提供一些具体的修改建议，有助于我的进一步修正。谢谢。这首歌曲也在三个条目中被提及，蔡立儿，蔡立儿《六月的爱人》专辑和贝特·米德勒的页面。由于贝特·米德勒自身的中文拼法不同于此草稿的命名，所以想把这篇维基百科命名的其中一个字从“蒂”改成“特”。这是贝特·米德勒的维基百科页面参考：贝特·米德勒。谢谢您。